# مارثا راي
مارثا راي (بالإنجليزية: Martha Raye)‏ (و. 1916 – 1994 م) هي ممثلة، ومغنية، وممثلة مسرحية، وممثلة تلفزيونية، من الولايات المتحدة الأمريكية، ولدت في بوتي، مونتانا، كانت عضوةً في الحزب الجمهوري، توفيت في لوس أنجلوس، عن عمر يناهز 78 عاماً.

## جوائز
حصلت على جوائز منها:
- وسام الحرية الرئاسي
- جائزة جان هيرشلوت الإنسانية
- جائزة إنجاز الحياة لنقابة ممثلي الشاشة [الإنجليزية]‏.

## وصلات خارجية
- مارثا راي على موقع IMDb (الإنجليزية)
- مارثا راي على موقع الموسوعة البريطانية (الإنجليزية)
- مارثا راي على موقع ألو سيني (الفرنسية)
- مارثا راي على موقع ميوزك برينز (الإنجليزية)
- مارثا راي على موقع تيرنر كلاسيك موفيز (الإنجليزية)
- مارثا راي على موقع أول موفي (الإنجليزية)
- مارثا راي على موقع قاعدة بيانات برودواي على الإنترنت (الإنجليزية)
- مارثا راي على موقع قاعدة بيانات الأفلام السويدية (السويدية)
- مارثا راي على موقع إن إن دي بي (الإنجليزية)
- مارثا راي على موقع أول ميوزيك (الإنجليزية)